# マルクス・ウァレリウス・メッサッラ (紀元前161年の執政官)
マルクス・ウァレリウス・メッサッラ（Marcus Valerius Messalla、生没年不詳）は紀元前2世紀中頃の、共和政ローマの政治家・軍人。紀元前161年にコンスル（執政官）、紀元前154年にケンソル（監察官）を務めた。

## 出自
メッサッラは、ローマで最も著名なパトリキ（貴族）であるウァレリウス氏族の出身である。ウァレリウス氏族の祖先はサビニ族であり、王政ローマをロームルスとティトゥス・タティウスが共同統治した際に、ローマへ移住したとされる。その子孫に共和政ローマの設立者の一人で、最初の執政官であるプブリウス・ウァレリウス・プブリコラがいる。その後ウァレリウス氏族は継続的に執政官を輩出してきた。
メッサッラの父は紀元前188年の執政官マルクス・ウァレリウス・メッサッラ、祖父は紀元前226年の執政官マルクス・ウァレリウス・マクシムス・メッサッラ、曽祖父は紀元前263年の執政官マニウス・ウァレリウス・マクシムス・メッサッラである。この曽祖父が第一次ポエニ戦争でメッセネ（現在のメッシーナ）の解放に成功したことを称えて、メッサッラのコグノーメン（第三名）が与えられた。その後800年にわたって、彼の一族はこの名前を名乗り続けていた。

## 経歴
紀元前161年、メッサッラは執政官に就任した。同僚のプレブス（平民）執政官はガイウス・ファンニウス・ストラボであった。執政官としての主たる実績は、贅沢を制限しヘレニズム文化の影響に対抗することを目的とした多くの法律を成立させたことである。同年にテレンティウスの『ポルミオ』と『宦官』の二つの戯曲がローマで初演された。
紀元前154年、メッサッラは以前に監察対象とされたことがあるにもかかわらずケンソル（監察官）に就任した。同僚監察官はガイウス・カッシウス・ロンギヌスであった。二人は石造りの恒久的な劇場を建設しようとしたが、プブリウス・コルネリウス・スキピオ・ナシカ・コルクルムが「無用な上に公衆道徳に反する」として、これに反対した。ティトゥス・リウィウスの『ローマ建国史』の第48巻の要約には、元老院が建設中の劇場を取り壊すことを決定したとある。一方でオロシウスは、建設計画が破棄されたのみとしている。現代の歴史学者は、古代の作家が紀元前125年の出来事と混同してる可能性があるとしており、その場合は関与した監察官はルキウス・カッシウス・ロンギヌス・ラウィッラとグナエウス・セルウィリウス・カエピオということになる。
執政官としても監察官としても、メッサッラは同僚の影に隠れて目立たなかった。この影の薄さが、その後二世代にわたってメッサラ家から執政官を出すことができなかった要因であろう

### 古代の資料
- アウルス・ゲッリウス『アッティカ夜話』
- カピトリヌスのファスティ
- ティトゥス・リウィウス『ローマ建国史』
- プビリウス・テレンティウス・アフェル『ポルミオ』『宦官』
- ガイウス・スエトニウス・トランクィッルス『ローマ共和政偉人伝』

### 研究書
- Broughton R. Magistrates of the Roman Republic. - New York, 1951. - Vol. I. - P. 600.
- Münzer F. Valerius 251 // Paulys Realencyclopädie der classischen Altertumswissenschaft . - 1955. - Bd. VIII A, 1. - Kol. 126.
- Münzer F. Valerius 253 // Paulys Realencyclopädie der classischen Altertumswissenschaft . - 1955. - Bd. VIII A, 1. - Kol. 128.
- Münzer F. Cornelius 353 // Paulys Realencyclopädie der classischen Altertumswissenschaft . - 1900. - Bd. VII. - S. 1498-1501.
- Volkmann H. Valerius 89 // Paulys Realencyclopädie der classischen Altertumswissenschaft . - 1948. - Bd. VII A, 1. - Kol. 2311.